# Hussain Ali Baba
Hussain Ali Baba Mohammed (11 febbraio 1982) è un ex calciatore bahreinita, difensore.

## Palmarès

### Club

#### Competizioni nazionali
- Bahraini FA Cup: 1

Al Riffa: 2004
- Bahraini Crown Prince Cup: 1

Al Riffa: 2004
- Kuwait Premier League: 3

Al-Kuwait: 2005-2006, 2006-2007, 2012-2013
- Al Kurafi Cup: 1

Al-Kuwait: 2005
- Qatari 2nd Division: 1

Al-Jaish: 2010-2011

#### Competizioni internazionali
- Coppa dell'AFC: 1

Al-Kuwait: 2012